# Trimaran
En trimaran er i skibsterminologi betegnelsen for et treskroget fartøj, gerne med et stort midterskrog og to mindre sideskrog, som alle er forbundet over vandlinjen.
Nogle trimaraner kan sejle med en fart af ca. 40...60 km/t (25...35 knob). Med sat sejl kan man mærke accelerationen som følge af selv mindre vindstød.